# Young Thug

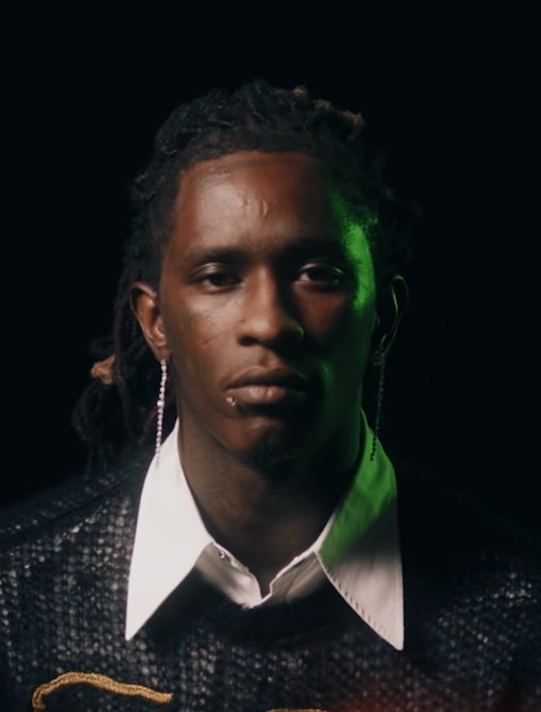
Young Thug el 2018

Jeffery Lamar Williams, més conegut com a Young Thug (Sylvan Hills, Atlanta, 16 d'agost de 1991) és un cantant, cantautor, raper i productor discogràfic estatunidenc. Amb Donald Glover i Ludwig Göransson, va rebre un Premi Grammy per a cançó de l'any el 2019 per la seva contribució a l'escriptura de la cançó "This Is America", interpretada per Childish Gambino.

## Discografia
- Beautiful Thugger Girls (2017)
- Slime Language (2018)